# Impatiens racemulosa
Impatiens racemulosa är en balsaminväxtart som beskrevs av Nathaniel Wallich, Joseph Dalton Hooker och Thoms. Impatiens racemulosa ingår i släktet balsaminer, och familjen balsaminväxter. Inga underarter finns listade i Catalogue of Life.